# The Early Years 1965-1972
The Early Years 1965–1972 è un cofanetto del gruppo musicale britannico Pink Floyd pubblicato l'11 novembre 2016 dalla Pink Floyd Records.

## Descrizione
Contiene CD, DVD, Blu-ray, vinili e memorabilia. Contiene i primi singoli e materiale che era rimasto inedito, sia registrato in studio che dal vivo. I volumi 1-6 sono stati pubblicati anche singolarmente il 24 marzo 2017, mentre il settimo, Continu/ation, è disponibile solo in questo cofanetto. È stata pubblicata anche una versione ridotta, in 2 CD, Cre/ation - The Early Years 1967-1972.

## Dischi

### Volume 1:1965–1967: Cambridge St/ation

#### Tracce
Disco uno (CD) – registrazioni studio 1965 – 1967
1965:
1. Lucy Leave – 2:57†
2. Double O Bo – 2:57†
3. Remember Me – 2:46†
4. Walk with Me Sydney – 3:11†
5. Butterfly – 3:00†
6. I'm a King Bee – 3:13†

1966–1967:
1. Arnold Layne – 2:57
2. See Emily Play – 2:55
3. Apples and Oranges – 3:05
4. Candy and a Currant Bun – 2:45
5. Paintbox – 3:48
6. Matilda Mother (2010 mix) – 4:01
7. Jugband Blues (2010 mix) – 3:01
8. In the Beechwoods (2010 mix) – 4:43
9. Vegetable Man (2010 mix) – 2:32
10. Scream Thy Last Scream (2010 mix) – 4:43

† Registrato come The Tea Set circa a Natale 1964.
Tracce 1–11 mono.
Tracce 12–16 stereo.
Tracce 1–6, inedite su CD.
Tracce 13–16 inedite.
Disco due (CD) – Live in Stockholm and John Latham sessions
Live in Stockholm 1967:
1. "Introduction" – 0:25
2. Reaction in G – 7:18
3. Matilda Mother – 5:34
4. Pow R. Toc H. – 11:56
5. Scream Thy Last Scream – 4:00
6. Set the Controls for the Heart of the Sun – 7:17
7. See Emily Play – 3:16
8. Interstellar Overdrive – 8:57

John Latham studio recordings 1967
1. John Latham Version 1 – 4:32
2. John Latham Version 2 – 5:06
3. John Latham Version 3 – 3:45
4. John Latham Version 4 – 2:59
5. John Latham Version 5 – 2:48
6. John Latham Version 6 – 3:17
7. John Latham Version 7 – 2:36
8. John Latham Version 8 – 2:49
9. John Latham Version 9 – 2:38

Tracce 1–8 registrate il 10 settembre 1967 al Gyllene Cirkeln, Stoccolma, Svezia.
Tracce 9–17 registrate al De Lane Lea Studios, Londra, 20 ottobre 1967. 
Disco tre (DVD / Blu-ray)
- Chapter 24 (Syd Barrett, Live, Cambridgeshire, 1966) / (Live at EMI Studios, London, 1967) – 3:40
- Recording Interstellar Overdrive and Nick's Boogie (London, 1967) – 6:36
- Interstellar Overdrive: Scene – Underground (London, 1967) – 4:15
- Arnold Layne: video promo (Wittering Beach, 1967) – 2:54
- Pow R. Toc H. / Astronomy Domine: plus Syd Barrett & Roger Waters interview: BBC The Look Of The Week (BBC Studios, London, 1967) – 9:22
- The Scarecrow (Pathé Pictorial, UK, 1967) – 2:05
- Jugband Blues: London Line promo video (London, 1967) – 2:58
- Apples & Oranges: plus Dick Clark interview (Live, Los Angeles, 1967) – 4:51
- Instrumental Improvisation (BBC Tomorrow's World, London, 1967) – 2:11
- Instrumental Improvisation (Live, London, 1967) – 4:32
- See Emily Play: BBC Top Of The Pops (Partially restored BBC Studios, London, 1967) – 2:55
- The Scarecrow (outtakes) (Pathé Pictorial, UK, 1967) – 2:07
- Interstellar Overdrive (Live, London, 1967) – 9:33

#### Formazione
The Tea Set (1965)
- Syd Barrett – voce, chitarra
- Roger Waters – basso, coro, voce nel bridge di Walk With Me Sydney
- Richard Wright – tastiere
- Nick Mason – batteria, percussioni
- Rado Klose – chitarra

con
- Juliette Gale – voce in Walk with Me Sydney

Pink Floyd (1966-1967)
- Syd Barrett – voce, chitarra
- Roger Waters – basso, coro, voce in Set the Controls for the Heart of the Sun
- Richard Wright – tastiere, coro, voce in Matilda Mother e Paint Box
- Nick Mason – batteria, percussioni, voce in Scream Thy Last Scream

### Volume 2:1968: Germin/ation

#### Tracce
Disco uno (CD) – registrazioni studio 1968; BBC Sessions 1968
1. Point Me at the Sky – 3:40
2. It Would Be So Nice – 3:46
3. Julia Dream – 2:34
4. Careful with That Axe, Eugene (single version) – 5:46
5. Song 1 (Capitol Studios, Los Angeles, 22 August 1968) – 3:19
6. Roger's Boogie (Capitol Studios, Los Angeles, 22 August 1968) – 4:35

BBC Radio Session, 25 June 1968
1. Murderotic Woman (Careful with That Axe, Eugene) – 3:38
2. The Massed Gadgets of Hercules (A Saucerful of Secrets) – 7:18
3. Let There Be More Light – 4:32
4. Julia Dream – 2:50

BBC Radio Session, 20 December 1968
1. Point Me at the Sky – 4:25
2. Embryo – 3:13
3. Interstellar Overdrive – 9:37

Tracce 5–13 inedite.
Disco due (DVD / Blu-ray)
1. 1968 Banner

- "Tienerklanken", Brussels, Belgium, 18–19 February 1968 (durata totale: 22:28):

1. Astronomy Domine
2. The Scarecrow
3. Corporal Clegg
4. Paintbox
5. Set The Controls For The Heart Of The Sun
6. See Emily Play
7. Bike

- "Vibrato", Brussels, Belgium, February 1968 (durata totale: 3:03):

1. Apples And Oranges

- 'Bouton Rouge', Paris, France, 20 February 1968 (durata totale: 13:35):

1. Astronomy Domine
2. Flaming
3. Set The Controls For The Heart Of The Sun
4. Let There Be More Light

- "Discorama", Paris, France, 21 February 1968 (durata totale: 3:40):

1. Paintbox

- "The Sound of Change", London, UK, March 1968 (durata totale: 2:15):

1. Instrumental Improvisation

- "All My Loving", London, UK, 28 March 1968 (durata totale: 2:40):

1. Set The Controls For The Heart Of The Sun

- "Release-Rome Goes Pop", Rome, Italy, April 1968 (durata totale: 1:21):

1. It Would Be So Nice (excerpt)

- "Pop 68", Rome, Italy, 6 May 1968 (durata totale: 6:59):

1. Interstellar Overdrive

- "Tienerklanken – Kastival", Kasterlee, Belgium, 31 August 1968 (durata totale: 5:31):

1. Astronomy Domine
2. "Roger Waters interview"

- "Samedi et Compagnie", Paris, France, 6 September 1968 (durata totale: 5:31):

1. Let There Be More Light
2. Remember a Day

- "A L'Affiche du Monde", London, UK, 1968 (durata totale: 1:53):

1. "Let There Be More Light"

- "Tous En Scene", Paris, France, 21 October 1968 (durata totale: 6:39):

1. Let There Be More Light
2. Flaming

- "Surprise Partie", Paris, France, 1 November 1968 (durata totale: 6:35):

1. Let There Be More Light

- Restored promo video, UK, 1968 (durata totale: 3:19):

1. Point Me At The Sky

#### Formazione
- David Gilmour – chitarre, voce
- Roger Waters – basso, voce in "Set the Controls for the Heart of the Sun" e "Roger's Boogie"
- Richard Wright – tastiere, coro, voce in "It Would Be So Nice", "Paintbox", "Let There Be More Light" e "Remember a Day"
- Nick Mason – batteria, percussioni
- Syd Barrett – chitarre, voce (solo su Tienerklanken’, Brussels, Belgium, 18–19 Febbraio 1968)

### Volume 3:1969: Dramatis/ation

#### Tracce
Disco uno (CD) – More outtakes, BBC sessions and live in Amsterdam
More outtakes
1. Hollywood (non-album track) – 1:21
2. Theme (Beat version) (Alternative version) – 5:38
3. More Blues (Alternative version) – 3:49
4. Seabirds (non-album track) – 4:20
5. Embryo (from Picnic, Harvest Records sampler) – 4:43

BBC Radio Session, 12 May 1969
1. Grantchester Meadows – 3:36
2. Cymbaline – 3:38
3. The Narrow Way – 4:48
4. Green Is the Colour – 3:21
5. Careful with That Axe, Eugene – 3:26

Live at the Paradiso, Amsterdam, 9 August 1969
1. Interstellar Overdrive – 4:20
2. Set the Controls for the Heart of the Sun – 12:25
3. Careful with That Axe, Eugene – 10:09
4. A Saucerful of Secrets – 13:03

Tracce 1–4; 6–14 inedite.
Disco due (CD) – The Man and The Journey live Amsterdam, 17 September 1969
1. Daybreak (Grantchester Meadows) – 8:14
2. Work – 4:12
3. Afternoon (Biding My Time) – 6:39
4. Doing It – 3:54
5. Sleeping – 4:38
6. Nightmare (Cymbaline) – 9:15
7. Labyrinth – 1:10
8. The Beginning (Green Is the Colour) – 3:25
9. Beset by Creatures of the Deep (Careful with That Axe, Eugene) – 6:27
10. The Narrow Way, Part 3 – 5:11
11. The Pink Jungle (Pow R. Toc H.) – 4:56
12. The Labyrinths of Auximines – 3:20
13. Footsteps / Doors – 3:12
14. Behold the Temple of Light – 5:32
15. The End of the Beginning (A Saucerful of Secrets) – 6:31

Tracce 1–15 inedite.
Disco tre (DVD/Blu-ray)
1. 1969 Banner

- Forum Musiques, Paris, France, 22 January 1969 – 19:25

1. Set the Controls for the Heart of the Sun
2. David Gilmour interview
3. A Saucerful of Secrets

- The Man and The Journey: Royal Festival Hall, London, rehearsal, April 14, 1969 – 14:05

1. Afternoon (Biding My Time)
2. The Beginning (Green Is the Colour)
3. Cymbaline
4. Beset by Creatures of the Deep (Careful with That Axe, Eugene)
5. The End of the Beginning (A Saucerful of Secrets)

- Essencer Pop & Blues Festival, Essen, Germany, October 11, 1969 – 19:14

1. Careful with That Axe, Eugene
2. A Saucerful of Secrets

- Music Power & European Music Revolution, Festival Actuel Amougies Mont de L'Enclus, Belgium, 25 October 1969 – 27:53

1. Green Is the Colour
2. Careful with That Axe, Eugene
3. Set the Controls for the Heart of the Sun
4. Interstellar Overdrive (with Frank Zappa) – 11:26

#### Formazione
- David Gilmour – voce, chitarra
- Roger Waters – basso, voce in Set the Controls for the Heart of the Sun e Grantchester Meadows, chitarra acustica Grantchester Meadows
- Richard Wright – tastiere, coro
- Nick Mason – batteria, percussioni

con
- Frank Zappa – chitarra in Interstellar Overdrive

### Volume 4:1970: Devi/ation

#### Tracce
Disco uno (CD)
1. Atom Heart Mother (Live in Montreux, 21 Nov 1970) – 17:58

BBC Radio Session, 16 July 1970
1. Embryo – 11.10
2. Fat Old Sun – 5.52
3. Green Is The Colour – 3.27
4. Careful With That Axe, Eugene – 8.25
5. If – 5.47
6. Atom Heart Mother (with choir, cello & brass ensemble) – 25.30

Tracce 1–7 inedite.
Disco due (CD)
Zabriskie Point outtakes:
1. On The Highway – 1.16
2. Auto Scene Version 2 – 1.13
3. Auto Scene Version 3 – 1.31
4. Aeroplane – 2.18
5. Explosion – 5.47
6. The Riot Scene – 1.40
7. Looking At Map – 1.57
8. Love Scene Version 7 – 5.03
9. Love Scene Version 1 – 3.26
10. Take Off – 1.20
11. Take Off Version 2 – 1.12
12. Love Scene Version 2 – 1.56
13. Love Scene (Take 1) – 2.16
14. Unknown Song (Take 1) – 5.56
15. Love Scene (Take 2) – 6.40
16. Crumbling Land (Take 1) – 4.09

Altre tracce:
1. Atom Heart Mother (Early studio version, band only) – 19.24

Tracce 1–17 inedite.
Disco tre (DVD)
- An Hour with Pink Floyd: KQED, San Francisco, USA, 30 April 1970:

1. Atom Heart Mother – 17.37
2. Cymbaline – 8.38
3. Grantchester Meadows – 7.37
4. Green Is The Colour – 3.31
5. Careful With That Axe, Eugene – 9.09
6. Set The Controls For The Heart Of The Sun – 12.37

Audio only:
- Atom Heart Mother album original 4.0 Quad mix 1970:

1. Atom Heart Mother – 23.42
2. If – 4.31
3. Summer '68 – 5.29
4. Fat Old Sun – 5.24
5. Alan's Psychedelic Breakfast – 13.01

Disco quattro (DVD)
- Pop Deux Festival de St. Tropez’, France, 8 August 1970:

1. Cymbaline (soundcheck) – 3.54
2. Atom Heart Mother – 13.46
3. Embryo – 11.23
4. Green Is The Colour / Careful With That Axe, Eugene – 12.21
5. Set The Controls For The Heart Of The Sun – 12.07

- Roland Petit Ballet, Paris, France, 5 December 1970:

1. Instrumental Improvisations 1,2,3 – 3.28
2. Embryo – 2.39

- Blackhill’s Garden Party, Hyde Park, London, UK, 18 July 1970:

1. Atom Heart Mother (con il Philip Jones Brass Ensemble/John Alldis Choir) – 21.15

Disco cinque (Blu-Ray)
1. 1970 Banner

- An Hour with Pink Floyd: KQED, San Francisco, USA, 30 April 1970:

1. Atom Heart Mother – 17.37
2. Cymbaline – 8.38
3. Grantchester Meadows – 7.37
4. Green Is The Colour – 3.31
5. Careful With That Axe, Eugene – 9.09
6. Set The Controls For The Heart Of The Sun – 12.37

- Pop Deux Festival de St. Tropez’, France, 8 August 1970:

1. Cymbaline (soundcheck) – 3.54
2. Atom Heart Mother – 13.46
3. Embryo – 11.23
4. Green Is The Colour/Careful With That Axe, Eugene – 12.21
5. Set The Controls For The Heart Of The Sun – 12.07

- Roland Petit Ballet, Paris, France, 5 December 1970:

1. Instrumental Improvisations 1,2,3 – 3.28
2. Embryo – 2.39

- Blackhill’s Garden Party, Hyde Park, London, UK, 18 July 1970:

1. Atom Heart Mother (with the Philip Jones Brass Ensemble/John Alldis Choir) – 21.15

Audio only:
- Atom Heart Mother album original 4.0 Quad mix 1970:

1. Atom Heart Mother – 23.42
2. If – 4.31
3. Summer '68 – 5.29
4. Fat Old Sun – 5.24
5. Alan's Psychedelic Breakfast – 13.01

#### Formazione
- David Gilmour – chitarre, voce
- Roger Waters – basso, voce in Set the Controls for the Heart of the Sun e If
- Richard Wright – tastiere, coro, voce in Summer '68, Crumbling Land (con Gilmour) e Embryo (con Gilmour)
- Nick Mason – batteria, percussioni

### Volume 5:1971: Reverber/ation

#### Tracce
Disco uno (CD)
1. Nothing Part 14 (Echoes work in progress) – 7.01

BBC Radio Session, 30 September 1971:
1. Fat Old Sun – 15.33
2. One Of These Days – 7.19
3. Embryo – 10.43
4. Echoes – 26.25

Disco due (DVD/Blu-Ray)
Audio – only material:
- Echoes original 4.0 Quad mix 1971 – 23.35

Video material:
1. 1971 Banner

- "Aspekte" feature – 9.51

1. Interview + Atom Heart Mother (extracts)  Hamburg, Germany, 25 February 1971 Brass & Choir conducted by Jeffrey Mitchell
2. A Saucerful Of Secrets (extract)  Offenbach, Germany, 26 February 1971

- Cinq Grands Sur La Deux’, Abbaye de Royaumont, Asnierès-sur-Oise, France,15 June 1971 – 17.55

1. Set The Controls For The Heart Of The Sun
2. Cymbaline

- "Musikforum Ossiachersee", Ossiach, Austria,1 July 1971

1. Atom Heart Mother (extract)  Brass & Choir conducted by Jeffrey Mitchel – 3.12

- "Get To Know" Randwick Race Course, Sydney, Australia, 15 August 1971  – 6.23

1. Careful With That Axe, Eugene
2. "Band interview"

- "24 hours – Bootleg Records", London, UK, 1971

1. "Documentary including Pink Floyd and manager Steve O’Rourke" – 2.27

- "Review", London, UK, 1971

1. Storm Thorgerson & Aubrey ‘Po’ Powell interviewed re: record cover design – 3.37

- Ian Emes animation created July 1972, Birmingham, UK

1. One of These Days (‘French Windows’) – 4.17

- "Musikforum Ossiachersee", Ossiach, Austria, 1 July 1971

1. Atom Heart Mother (extract, in colour): – 5.10

- ’71 Hakone Aphrodite Open Air Festival, Hakone, Japan, 6–7 August 1971

1. Atom Heart Mother – 15.11

#### Formazione
- David Gilmour – chitarre, voce
- Roger Waters – basso
- Richard Wright – tastiere, coro, voce in Embryo (con Gilmour) e Echoes (con Gilmour)
- Nick Mason – batteria, percussioni

### Volume 6:1972: Obfusc/ation

#### Tracce
Disco uno (CD)
Obscured by Clouds 2016 Remix
1. Obscured by Clouds – 3.03
2. When You're In – 2.31
3. Burning Bridges – 3.30
4. The Gold It's In The... – 3.07
5. Wot's...Uh The Deal – 5.09
6. Mudmen – 4.18
7. Childhood's End – 4.33
8. Free Four† – 4.16
9. Stay‡ – 4.06
10. Absolutely Curtains – 5.52

Disco due (DVD/Blu-Ray)
1. 1972 Banner

- Recording Obscured by Clouds, Château d’Hérouville, France, 23–29 February 1972

1. Wot’s...Uh The Deal: with recording session photos – 5.04
2. "Pop Deux": Documentary recording Obscured By Clouds+ David Gilmour and Roger Waters interview – 7.14

- Brighton Dome, UK, 29 June 1972 – 16.44

1. Set the Controls for the Heart of the Sun†
2. Careful With That Axe, Eugene

- Roland Petit Pink Floyd Ballet, France, news reports 1972–73

1. Actualités Méditerranée, Marseille, 22 November 1972 – 3.29
2. JT Nuit – Les Pink Floyd, Marseille, 26 November 1972 – 3.04
3. JT 20h – Pink Floyd, Paris, 12 January 1973 – 3.01
4. Journal de Paris – Les Pink Floyd , Paris, 12 January 1973 – 5.03

- Concert set up news report – France, 29 November 1972

1. Poitiers – Autour du passage des Pink Floyd – 4.27

- Live at Pompeii (2016 5.1 Audio Remix)

1. Careful With That Axe, Eugene – 6.40
2. A Saucerful of Secrets – 10.09
3. One of These Days – 5.58
4. Set the Controls for the Heart of the Sun† – 10.24
5. Echoes – 26.10

#### Formazione
- David Gilmour – chitarre, voce
- Roger Waters – basso, voce in Free Four e Set the Controls...
- Richard Wright – tastiere, voce in Echoes (con Gilmour), Burning Bridges (con Gilmour) e Stay
- Nick Mason – batteria, percussioni

### Volume 7:1967–1972: Continu/ation

#### Tracce
Disco uno (CD)
BBC Radio Session, 25 September 1967:
1. Flaming‡ – 2.42
2. The Scarecrow‡ – 1.59
3. The Gnome‡ – 2.08
4. Matilda Mother‡ – 3.20
5. Reaction in G‡ – 0.34
6. Set the Controls for the Heart of the Sun – 3.19

BBC Radio Session, 20 December 1967:
1. Scream Thy Last Scream‡ – 3.35
2. Vegetable Man‡ – 3.07
3. Pow R. Toc H.‡ – 2.45
4. Jugband Blues‡ – 3.50

BBC Radio Session, 2 December 1968:
1. Baby Blue Shuffle in D Major – 3.58
2. "Blues" (BBC September 1971) – 4.59
3. US Radio ad – 0.22
4. Music from The Committee No. 1 – 1.06
5. Music from The Committee No. 2 – 3.25
6. Moonhead (live on 1969 BBC TV moon landings broadcast) – 7.16
7. Echoes (live at Wembley 1974) – 24.10

Disco due  (DVD/Blu-Ray)
1. Spare 2 seconds chapter

- Hampstead Heath and St. Michael’s Church, Highgate, London, UK, March 1967

1. Arnold Layne (Alternative version)‡ – 2.56

- "P1–P wie Petersilie"  Stuttgart, Germany, 22 July 1969 – 16.52

1. Corporal Clegg
2. "Band interview"
3. A Saucerful of Secrets

- "Bath Festival of Blues & Progressive Music",  Shepton Mallet, UK, 27 June 1970

1. Atom Heart Mother – 3.46

- "Kralingen Music Festival"  Rotterdam, The Netherlands, 28 June 1970 – 10.16

1. Set The Controls For The Heart Of The Sun
2. A Saucerful Of Secrets

- "The Amsterdam Rock Circus"  Amsterdam, The Netherlands, 22 May 1972 – 35.41

1. Atom Heart Mother
2. Careful with That Axe, Eugene
3. A Saucerful of Secrets

- The Committee (feature film) – 55.18

Disc Three (DVD/Blu-Ray)
- More (film) – 1:56:00
- La Vallée (Obscured By Clouds) (film)– 1:45:00

#### Formazione
Pink Floyd
- David Gilmour – chitarre, voce
- Roger Waters – basso, voce
- Richard Wright – tastiere, voce
- Nick Mason – batteria, percussioni, voce
- Syd Barrett – chitarre, voce (solo ‡)

with
- Dick Parry – sassofono in Echoes
- Venetta Fields – coro in Echoes
- Carlena Williams – coro in Echoes